# Ардферт
Ардферт (англ. Ardfert; ирл. Ard Fhearta, Ард-Арта) — деревня в Ирландии, находится в графстве Керри (провинция Манстер).

## Демография
Население — 729 человек (по переписи 2006 года). В 2002 году население было 691 человек.
Данные переписи 2006 года:
| Общие демографические показатели |               |                               |                               |      |      |
| Всё население                    | Всё население | Изменения населения 2002—2006 | Изменения населения 2002—2006 | 2006 | 2006 |
| 2002                             | 2006          | чел.                          | %                             | муж. | жен. |
| 691                              | 729           | 38                            | 5,5                           | 383  | 346  |